# Polnička
Polnička (en allemand : Pelles) est une commune du district de Žďár nad Sázavou, dans la région de Vysočina, en République tchèque. Sa population s'élevait à 833 habitants en 2020.

## Géographie
Polnička se trouve à 5 km au nord-nord-ouest de Žďár nad Sázavou, à 33 km au sud-sud-est de Jihlava et à 120 km au sud-est de Prague.
La commune est limitée par Vojnův Městec et Karlov au nord, par Škrdlovice et Světnov à l'est, par Žďár nad Sázavou à l'est et au sud, et par Račín et Radostín à l'ouest.

## Histoire
La première mention écrite de la localité date de 1420.

## Transports
Par la route, Polnička se trouve à 6 km de Žďár nad Sázavou, à 48 km de Jihlava et à 154 km de Prague.